# Fredrika Eleonora Falck
Fredrika Eleonora Falck (tidigare Nieroth), född 9 november 1719 i Stora Malms socken, död 3 december 1749 i Tryserums socken, var en svensk psalmförfattare. 

## Biografi
Fredrika Eleonora Falck föddes 9 november 1719 i Stora Malms socken. Hon var dotter till den balttyske (estländske) adelsmannen Carl Reinhold Nieroth (1694–1743?), major vid Nylands regemente och Hedvig Ulrica Creutz. Hennes tilltalsnamn var Fredrika. Hon avled 3 december 1749 i Tryserums socken av lungsot och begravdes 13 december samma år.
Författare kategoriserad som herrnhutisk, vilket klart framgår av texten till psalmtexten Min blodige konung på korsträdets stam. Psalmen med i Svenska Missionsförbundets sångbok 1894 med nummer 73 och i Svenska Missionsförbundets sångbok 1920 (SMF 1920) med en psalm (nummer 121).
Vecka 7 år 2005 blev denna psalm vald till "Veckans psalm" på hemsidan fullbordat.nu. Texten sägs då vara författad av Fredrika E. Nieroth-Falck 1767, vilket antagligen innebär att det var först 18 år efter hennes död som psalmen publicerades i tryck. Texten sägs där också ha bearbetats 1985.

## Familj
Falck gifte sig 7 april 1743 med huspredikanten Jonas Falk (1717–1783) i Tryserums socken. Han var son till kyrkoherden i Tryserums socken. De fick tillsammans barnen Annika (1744–1744), Nicolaus (1745–1746), Arvid Adam (född 1747) och Anna Helena (1749–1749).

## Psalmer
- Min blodige konung på korsträdets stam (SMF 1920 nr 121, Herde-Rösten 1892 nr 476). Finns på Wikisource.